# Oliver Selfridge
Oliver Gordon Selfridge (10 de mayo de 1926 – 3 de diciembre de 2008) fue un matemático y científico informático estadouinidense, considerado uno de los pioneros de la moderna inteligencia artificial. Fue conocido por su paper de 1959 Pandemonium: A paradigm for learning conocido actualmente como el Modelo de pandemonium. Ha sido llamado el "Padre de la Percepción de la Máquina"."

## Biografía
Selfridge, nacido en Inglaterra, era nieto de Harry Gordon Selfridge, el fundador de la cadena de tiendas Selfridges. Su padre era Harry Gordon Selfridge Jry su madre era una secretaria de las tiendas Selfridge. Sesu padres se casaron y tuvieron un hijo en secreto, por lo que and Oliver nunca conoció a su abuelo. Estudió en el Malvern College y, una vez emigrado en Estados Unidos, en la Middlesex School de Concord (Massachusetts), antes de licenciarse en matemáticas en el Instituto de Tecnología de Massachusetts en 1945. Posteriormente fue estudiante de Norbert Wiener en esta misma institución, aunque nunca llegó a doctorarse.  
Marvin Minsky considera a Selfridge como uno de sus menotres, y Selfridge fue uno de los 11 asistentes, junto con Minsky, del Taller de Dartmouth que se considera el evento fundacional de la inteligencia artificial como campo. 
Selfridge escribió importante papers en las facetas de la red neuronal artificial, reconocimiento de patrones y aprendizaje automático, y su "Pandemonium" (1959) es generalmente reconocido como todoun referente de la inteligencia artificial. En él, Selfridge introdujo la noción de "demonios" que registran los eventos a medida que ocurren, reconocen patrones en esos eventos y pueden desencadenar eventos posteriores de acuerdo con los patrones que reconocen. Con el tiempo, esta idea dio lugar a la programación orientada a aspectos.
En 1968, en su paper informativo "The Computer as a Communication Device", J. C. R. Licklider y Robert Taylor introdujo el concepto conocido como OLIVER (On-Line Interactive Vicarious Expediter and Responder), que se puso en honor de Selfridge.
Selfridge continuó su carrera en el Laboratorio Lincoln, MIT donde fue director asociado del Proyecto MAC), Bolt, Beranek and Newman, y los laboratorios GTE donde fue jefe del grupo científico. Formó parte del Consejo Asesor de la NSA durante 20 años, presidiendo el Panel de Procesamiento de Datos. En 1991 fue elegido miembro de la Asociación para el Avance de la Inteligencia Artificial. Selfridge se retiró en 1993.
En 2015, Duncan Campbell identificó a Selfridge como su "mejor fuente" para el informe de Campbell de 1980 sobre la actividad de escuchas telefónicas de la Agencia de Seguridad Nacional de EE. UU. en la RAF Menwith Hill en Inglaterra.
Selfridge también fue autor de libros para niños como Sticks, Fingers Come In Fives, All About Mud y Trouble With Dragons.